# Dariusz Dudka
Dariusz Dudka (Kostrzyn nad Odrą, 9 de diciembre de 1983) es un exfutbolista polaco que jugaba como centrocampista.

## Trayectoria
Comenzó su carrera en el Celuloza Kostrzyn. En 1999 fichó para el Amica Wronki para que jugó hasta diciembre de 2005, cuando fichó para el Wisła Cracovia, donde se quedó hasta 2008 cuando firmó el contrato con el A. J. Auxerre y fichó por el Levante U. D. En la temporada 2015-16 fichó por el Lech Poznań, que fue el campeón de la anterior Ekstraklasa.

## Selección nacional
Fue internacional con la selección de fútbol de Polonia en 65 ocasiones y anotó 2 goles.

### Participaciones en Copas del Mundo
| Mundial                        | Sede     | Resultado    |
| ------------------------------ | -------- | ------------ |
| Copa Mundial de Fútbol de 2006 | Alemania | Primera fase |

### Participaciones en Eurocopas
| Eurocopa      | Sede              | Resultado    |
| ------------- | ----------------- | ------------ |
| Eurocopa 2008 | Austria y Suiza   | Primera fase |
| Eurocopa 2012 | Polonia y Ucrania | Primera fase |

## Clubes
| Club                  | País       | Año       |
| --------------------- | ---------- | --------- |
| Amica Wronki          | Polonia    | 2000-2005 |
| Wisła Cracovia        | Polonia    | 2005-2008 |
| A. J. Auxerre         | Francia    | 2008-2012 |
| Levante U. D.         | España     | 2012-2013 |
| Birmingham City F. C. | Inglaterra | 2013      |
| Wisła Cracovia        | Polonia    | 2014-2015 |
| Lech Poznań           | Polonia    | 2015-2017 |
| Lech Poznań II        | Polonia    | 2017-2019 |

## Palmarés

### Títulos nacionales
| Título                     | Club           | País    | Año     |
| -------------------------- | -------------- | ------- | ------- |
| Supercopa polaca de fútbol | Amica Wronki   | Polonia | 1999    |
| Ekstraklasa                | Wisła Cracovia | Polonia | 2007-08 |
| Supercopa polaca de fútbol | Lech Poznań    | Polonia | 2015    |
| Supercopa polaca de fútbol | Lech Poznań    | Polonia | 2016    |